# رهاینبروهل
رهاینبروهل (به آلمانی: Rheinbrohl) یک شهر در آلمان است که در نویوید واقع شده‌است. رهاینبروهل ۳٬۹۵۹ نفر جمعیت دارد.